# Konspirációs korporáció
A Konspirációs korporáció (eredeti cím: Inside Job) egy 2021 és 2022 között vetített, felnőtteknek szóló animációs sci-fi, munkahelyi sitcom, melyet Shion Takeuchi készített a Netflix számára. A sorozatban társíróként és vezető producerként jelenik meg Alex Hirsch, a Rejtélyek Városkája sorozaton dolgozott korábban. A sorozat átlagosan pozitív visszajelzéseket kapott különösen dicsérték a szinkronhangokat, az animációt és a társadalomkritikát a sorozat felől, bár a humora kicsit megzavarta a kritikusokat. A sorozat premierje világszerte 2021. október. 22-én volt.
A sorozatot 2022 júniusában meghosszabbították egy 2.évadra amelyről már egy kis ízelítő jelent meg. A 2.évad "Part 2" alcímen fog megjelenni.

## Szinopszis
A Konspirációs korporációban egy munkahelyi sitcom, melynek alapja az hogy minden összeesküvés elmélet, valós. A földet az árnyéktanács irányítja akinek segítséget nyújt a Cognito Inc. A történet főhelyszíneként szolgáló Cognito Inc. főhadiszállásán mindenki azon dolgozik hogy eltussolják ezeknek az elméleteknek a valóságát (pl. A föld üreges, Atlantisz elsüllyedt és hogy a holdra szállásmegrendezett volt). A történet a legmagasabb rangú alkalmazottakat követi: Reagan Ridleyt, az Asperger-szindrómás feltaláló lányt, akinek apja Rand Ridley korábbi Cognito Inc. alkalmazott volt (De kirúgták amiért részegen majdnem elpusztította a földet), Brett Hand-et az újonc "igenembert", Magic Myc-ot a beszélő gombát a föld belsejéből, Glenn Dolphmant a félig delfin, félig ember hibrid katonát. Andre-t a drogos vegyészt és Gigi-t a közösségi média manipulátort, és persze a Cognito Inc. fejét JR-t aki bármikor képes lenne feláldozni  akárkit hogy árnyéktanács tag legyen.

## Szereplők
| Szereplő                  | Eredeti hang           | Magyar hang          | Leírás |
| Reagan Ridley             | Lizzy Caplan           | Mikecz Estilla       | A briliáns, ám szociális készségekkel nem rendelkező feltaláló. A Cognito Inc.-ben dolgozik magas rangú alkalmazottként, és próbálja az őt semmibevevő munkatársait irányítani. A történet főhöse.                                                                                    |
| Brett Hand                | Clark Duke             | Hamvas Dániel        | Az "igenember", a mindig mosolygó újonc, aki mindig öltönyben jár a munkahelyre. Annak ellenére hogy meglepően szép, elég buta. Persze ezek mellett érzelmes és gondoskodó, teljesen kiegészíti Reagant. Reagan társa.                                                                |
| Randall "Rand" Ridley     | Christian Slater       | Kerekes József       | Reagan iszákos apja. A Cognito Inc. volt-társalapítója és volt-vezérigazgatója, akit kirúgtak miután részegen majdnem felrobbantotta a földet, és majdnem leleplezte a Mély államot. Azóta bosszút tervez JR ellen, majd miután JR távozik, ő lesz a Cognito Inc. új vezérigazgatója. |
| Gigi                      | Tisha Campbell         | Pikali Gerda         | A Cognito Inc. "médiamanipulátora" akinek állítása szerint lehet köszönni pl. a Minyonokat. Ő a munkahely fő pletyka királynője. Gyakran megjegyzi pl. Brett ruháját és megjelenését.                                                                                                 |
| JR Shceimpough            | Andrew Daly            | Törköly Levente      | A Cognito Inc. társalapítója és jelenlegi vezérigazgatója, akinek minden álma hogy árnyéktanács legyen. De miután potenciális tag lesz, végül irigysége és kapzsisága jelenti vesztét és az 1.évad végén az árnyék börtönbe záratják őt.                                              |
| Glenn Dolphman            | John DiMaggio          | Csík Csaba Krisztián | Egy ember-delfin hibrid katona, aki a Cognito Inc. fegyverarzenáljáért felel. |
| Dr. Andre Lee             | Bobby Lee              | Fesztbaum Béla       | Boldog, de szorongó kémikus a Cognito Inc.-nél, és kábítószerfüggő, legtöbbször azoknak a szereknek a függői amelyeket ő tenyészt ki. |
| Magic Myc                 | Brett Gelman           | Kautzky Armand       | Egy gondolatolvasó gomba-lény ami a föld üreges belsejéből származik. A Myc-ban található vegyi anyagot használják üzemanyagként a Cognito Inc. emléktörlő pisztolyaihoz. |
| Lesipuskás Atkinson       | Alex Hirsch            | Forgács Gábor        | Egy mesterlövész a Cognito Inc-nél aki lelőtte John F. Kennedy elnököt. |
| Bryan Jacobsen/ Bryan-bot | William Jackson Harper | Fehér Tibor          | Reagan által épített robot aki járni kezd vele, míg az igazi Bryan azt se tudja hogy kicsoda Reagan. |
| Rafe Masters ügynök       | Josh Robert Thompson   | Stohl András         | Egy brit-titkosügynök aki belezúg Reaganbe egy egyéjszakás kaland után. Egy paródiája James Bond karakterének. |
| ROBOTUS                   | Chris Diamantopoulos   | Csankó Zoltán        | Az Egyesült Államok elnöke, aki egy robot, amit Reagan fejlesztett ki, és öntudatra ébred így el kellett fogni és Reagan laborjában lezárni. Nagy rajongója a Jóbarátoknak. |

## Epizódok

### 1.évad (2021)
| # | Cím                                                        | Rendező                         | Író                                      | Bemutató          |
| 1. | "Elnöktelenül" (Unpresidented)                             | Pete Michels Vitaily Strokous   | Shion Takeuchi                           | 2021. október. 22 |
| Miközben Reagan épp ROBOTUS-t készül az elnök helyére, a nehezen megszerzett előléptetését fenyegeti, egy megnyerő újonc: Brett Hand. |                                                            |                                 |                                          |                   |
| 2. | "Klónozott fegyveres"(Clone Gunman)                        | Pete Michels Mike Hollingsworth | Chase Mitchell                           | 2021. október. 22 |
| Egy költséges baklövés után a Cognito Inc. kénytelen csökkenteni a költségvetést, ami azzal jár hogy ki kell rúgni valakit. JR azzal bízza meg Brett-et és Reagant hogy ők döntsék el kit.                                                 |                                                            |                                 |                                          |                   |
| 3. | "Kékvérűek"(Blue Bloods)                                   | Vitaliy Strokous                | Alex Hirsch Aaron Bundette               | 2021. október. 22 |
| Egy gyíkemberekkel kapcsolatos PR katasztrófa után, a csapat kárelhárítást végez egy puccos gyíkember fesztiválon, ahol- Reagan megdöbbenésére- ölelgetni kell a másikat.                                                                  |                                                            |                                 |                                          |                   |
| 4. | "Gépi szex"(Sex Machina)                                   | David Ochs                      | Adam Lederer Burke Scurfield             | 2021. október. 22 |
| A Cognito Inc. felvásárol egy randi alkalmazást. Reagan fogad a többiekkel hogy az alkalmazás segítségével meg találja magának a tökéletes párt. De végül egy robotot épít magának Bryan képében.                                          |                                                            |                                 |                                          |                   |
| 5. | "Éljenek a 80-as évek!"(The Brettfast Club)                | Vitaliy Strokous Mike Bertino   | Mike Dow Devon Kelly                     | 2021. október. 22 |
| Brett reméli jót tud szórakozni a csapattal amikor egy olyan városban kell végezniük akciót ahol minden megrekedt 1984-ben. |                                                            |                                 |                                          |                   |
| 6. | "Az én nagy lapos földi esküvőm"(My Big Flat Earth Weddig) | David Ochs                      | Mike Dow Devon Kelly                     | 2021. október. 22 |
| Reagan azon mesterkedik hogy apja ne szerezzen tudomást arról hogy anyja, Tamiko újra házasodik saját magával. Ezalatt JR, Jeff Bezosnak próbálja eladni a megayacht-ot amin az esküvő lesz. De az esküvőt megtámadják a lapos föld hívők. |                                                            |                                 |                                          |                   |
| 7. | "Kámforr-protokoll"(Ghost Protocol)                        | Pete Michels Mike Hollingsworth | Chase Mitchell                           | 2021. október. 22 |
| Reagan mozgásba lendíti tervét hogy végleg lekoptassa magáról az illedelmes brit titkosügynököt: Rafe Masterst, aki egy futó kaland után, túlságosan kötődni kezd Reaganhez.                                                               |                                                            |                                 |                                          |                   |
| 8. | "A buligyilkos"(Buzzkill)                                  | Vitialy Strokous                | Alisha Brophy Scott Miles                | 2021. október. 22 |
| Reagan, aki függetlenedni szeretne apjától, önként vállalkozik egy veszélyes küldetésre a holdra, melynek célja hogy kapcsolatba lépjenek az ottani szélhámos kolóniával.                                                                  |                                                            |                                 |                                          |                   |
| 9. | "Ki a tégla?"(Mole Hunt (Part 1))                          | David Ochs                      | Adam Lederer Burke Scurfield             | 2021. október. 22 |
| A Cognito Inc. nagy változtatások elé áll, de Reagannek és társainak egy olyan biztonsági réset kell befoltoznia ami a céget veszélyeztetheti.                                                                                             |                                                            |                                 |                                          |                   |
| 10. | "Reagan elméje"(Inside Reagan (Part 2))                    | Mollie Helms Vitaliy Strokous   | Alisha Brophy Scott Miles Shion Takeuchi | 2021. október. 22 |
| Egy elfelejtett jelszó és a Cognito Inc. megmentésének érdekében, Reagannek át kell kutatnia apját néhány zavaros emléket a gyerekkorából.                                                                                                 |                                                            |                                 |                                          |                   |